# Rosaleda botánica Carla Fineschi
La Rosaleda botánica Carla Fineschi (en  italiano: Roseto botanico Carla Fineschi también denominado como Roseto de Cavriglia), es un  jardín botánico y rosaleda, situado en la localidad de Casalone en el municipio de Cavriglia, Italia. 

## Localización
Roseto botanico Carla Fineschi, Casalone, Cavriglia, Provincia de Arezzo, Toscana, Italia. Abre al público a diario en los meses cálidos del año y cobran una tarifa de entrada.
Planos y vistas satelitales: 43°31′17.64″N 11°29′11.17″E / 43.5215667, 11.4864361

## Historia
La rosaleda de Cavriglia es el resultado de más de treinta años de trabajo del profesor Gianfranco Fineschi y lleva el nombre de Carla Fineschi en memoria de su compañera que colaboró en el cultivo y en el desarrollo del jardín, gracias a su gran capacidad de organización y a su gran dedicación. 
La rosaleda, que ya realiza una gran actividad cultural y científica manteniendo informes con universidades e instituciones a escala mundial, tiende cada vez más a asumir una connotación de laboratorio botánico vivo abierto a todos los organismos de investigación que deseen utilizarlo. 

## Colecciones
Este jardín alberga una de las más grandes colecciones de variedades de rosas utilizadas con fines de estudio y de investigación. Este es uno de los raros jardines privados de esta dimensión que existen del mundo.
La rosaleda incluye actualmente 7.000 variedades diferentes de rosales, incluidas algunas que se pensaba perdidas y es posible  afirmar que gracias a esta cantidad de plantas, la colección representa la historia de la rosa con todas sus referencias culturales y científicas.
El diseño del jardín fue dictado rigurosamente por la estructura botánica tradicional y por lo tanto se establecieron los rosales en espacios separados y subdivididos en secciones, especies, subespecies e híbridos. 
Se identifica cada planta con una etiqueta que da la información de definiciones esenciales (el nombre botánico, el año de introducción en Europa, la eventual posibilidad de producir híbridos). 